# Жеребцов, Михаил Иванович (энергетик)
Михаил Иванович Жеребцо́в (1900—1989) — советский инженер-энергетик, управляющий «Узбекэнерго», лауреат Сталинской премии второй степени (1951).

## Биография
Родился в декабре 1900 года.
Окончил Среднеазиатский политехнический институт (1934) и работал там же на кафедре «Электрические станции», в 1938—1940 годы. 
В 1940—1943 годы директор Комсомольской (Чирчикской) ГЭС.
В 1943—1961 годы управляющий «Узбекэнерго».

## Признание
- Сталинская премия второй степени (1951) — за автоматизацию и телемеханизацию Узбекской и Московской энергосистем.
- заслуженный деятель науки и техники Узбекской ССР
- орден Красной Звезды (30.9.1943)
- орден Трудового Красного Знамени
- орден «Знак Почёта»
- медали

Сочинения
- Электрификация Узбекистана [Текст] / Заслуж. деятель науки и техники УзССР М. И. Жеребцов, И. К. Балгаев. — Ташкент : Госиздат УзССР, 1959. — 35 с. : ил.; 20 см. — (Выставка достижений народного хозяйства СССР/ Науч.-техн. ком-т Совета Министров УзССР).